# Літературно-мистецька премія імені Володимира Косовського

Володимир Іванович Косовський

Літерату́рно-мисте́цька пре́мія і́мені Володи́мира Косо́вського — творча премія, заснована 2003 року на вшанування поета і громадського діяча В. І. Косовського на його батьківщині — в м. Фастові Київської обл. Засновниками премії від 2003 року були: Фастівське районне об'єднання Всеукраїнського товариства «Просвіта» ім. Тараса Шевченка, Центр громадських ініціатив «Інформаційне суспільство», рідні поета — його дочка Л.Журавська і сестра О.Михайличенко, Фонд ім. В.Косовського, Фонд В.Шевченка. Лауреатам премії вручаються дипломи і спеціальні посвідчення, а також нагрудний знак із зображенням В.Косовського.
21 липня 2024 року, беручи до уваги, що ініціативи громадськості щодо заснування Літературно-мистецької премії Фастівщини імені Володимира Косовського і Молодіжної літературно-мистецької премії імені Андрія Кравця-Кравченка сприяють популяризації творів літератури і мистецтва та науково-популярних робіт, створених авторами-фастівчанами, які мають художню цінність, виконавчу майстерність, а також високий патріотизм і соціальну значущість, керуючись статтею 25 Закону України «Про місцеве самоврядування в Україні», Фастівська міська рада Київської області вирішила увійти до складу співзасновників Літературно-мистецької премії Фастівщини імені Володимира Косовського та Молодіжної літературно-мистецької премії імені Андрія Кравця-Кравченка.

## Лауреати премії
2003
- Андрій Шевченко (фільм «Обличчя протесту» і громадська діяльність у сфері ЗМІ: створення Незалежної медіа-профспілки, доповідь про факти політичної цензури та переслідування журналістів на Парламентських слуханнях з питань свободи слова)
- Фастівський державний краєзнавчий музей (видання науково-інформаційного бюлетеня «Прес-музей» та науково-методичні розробки останніх років)
- Любомир Поліщук (науково-популярне дослідження «Діяльність ОУН у роки Другої світової війни»).

2004
- Анатолій Древецький (пам'ятник В. Косовському в с. Веприку та вагомі результати на ниві образотворчого мистецтва)
- Павло Полянський (підручник «Всесвітня історія. 1914—1939»)
- Сергій Шолох (публіцистичні передачі на радіо «Континент» та громадська діяльність, спрямована на захист свободи слова)
- Юрій Хорунжий (дилогія «Українські меценати» та книга есеїв «Шляхетні українки»)
- Світлана Жук (збірка поезій «Земля берегинь»)

2005
- Василь Портяк (сценарії художніх фільмів «Нескорений» та «Залізна сотня»)

2006
- Фастівська школа народної майстерності (розвиток мистецької майстерності, збереження національних традицій)
- Надія Черненко (концертно-виконавська діяльність, керування драмколективом «Пролісок»)

2007
- Віталій Шевченко (збірка віршів «Рушникові ранки»)
- Ольга Онищенко (багатолітня літературна та просвітницька діяльність)

2008
- Світлана Волкова (постановка драмвистав у театрі-студії «Дзвіночок»)
- Євген Дудар (двотомник гумористичних творів «Галерея чудотворців. Профілактика розуму» і «Галерея чудотворців. Профілактика совісті» та просвітницька діяльність останніх років)
- Олександр Неживий (навчальний посібник «Голодомори в Україні у ХХ столітті»)

2009
- Михайло Дмитрів (скульптурні твори та просвітницька діяльність)

2011
- Микола Литвин (концертна та просвітницька діяльність)
- Тетяна Неліна (просвітницька діяльність, музейна справа)

2013
- Меморіальний музей Кирила Стеценка у с. Веприку (багаторічна просвітницька діяльність та пропаганда творчості К.Стеценка)

2015
- Народний козацький хор «Дзвінкова криниця» під керівництвом Станіслава Толстих (концертно-мистецька діяльність і значний внесок у пропаганду творів Т.Шевченка, інших українських поетів)
- Зоя Галущенко (збірка поезій «Жариною у крапельці води» та літературні твори на вшанування героїв АТО на сході України)

2016
- Наталія Соловйова (збірка поезій «Я у віршах прийду» і збірку віршів для дітей «Історія з дитинства»)

2017
- Анна Багряна (за багаторічну творчу діяльність та книжки останніх років — «Здійснені мрії» (оповідання для дітей про видатних українців), «Читотинь» (повість-казка), «Македонські оповідки» (збірка оповідань))[2][3].

2018
- Євген Букет (за книгу «Швачка — фенікс українського духу» (2016 р.) і багаторічні дослідження гайдамацького руху в Україні)
- Людмила Гальченко (за багаторічну діяльність у галузі образотворчого мистецтва)

2019
- о. Михайло Данилів (за будівництво Собору св. Миколая у Фастові, особистий внесок у збереження українських традицій та культурної спадщини)

2020
- Валентина Інклюд (за збірку поезій «Крізь часу плин», літературну та просвітницьку діяльність)

2021
- Оксана Діброва (Фаїна Форкун) (за збірку сподівальної лірики «Проща до любові» і багатолітню літературну та просвітницьку діяльність)

2022
- Вікторія Місюра, вчителька майстерні декоративного розпису Фастівської школи народної майстерності (за збірку поезій «Над рідним містом мерехтливі зорі», ілюстрації до якої вона створила сама. А також — за досягнення у петриківському розписі та патріотичне виховання засобами образотворчого мистецтва учнівської молоді)

2023
- Анатолій Володимирович Страшук (за краєзнавчі дослідження Фастівщини, високохудожні історичні нариси та видану серію книг «Мотовилівка», «На берегах Стугни», «Гулянки»)

2024
- Анатолій Чехович (за збірку поезій «Симфонія життя», «Доле моя Волошкова»)

2025
- Михайло Ратушний (за книгу «Один із PATRES PATRIAE»)